# Кичак, Артём Иванович
Артём Ива́нович Кича́к (укр. Артем Іванович Кичак; род. 16 мая 1989, Винница) — украинский футболист, вратарь. В настоящее время работает тренером вратарей в клубе «Буковина».
Воспитанник винницкой команды «Нива-Свитанок» и киевского «Динамо». Выступал за «Динамо-3» во Второй лиге Украины, «Динамо-2» в Первой лиге и за дубль «Динамо» в молодёжном первенстве. В «Динамо» являлся запасным вратарём, за основную команду сыграл всего в 2 официальных матчах.
Выступал за сборные Украины до 17 и до 19 лет. Вызвался в молодёжную сборную до 21 года и национальную сборную Украины, однако в них не сыграл.

## Клубная карьера

### Ранние годы

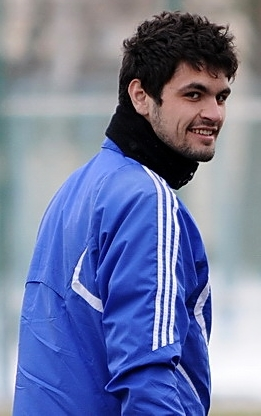

Воспитанник винницкой команды «Нива-Свитанок». В детско-юношеской футбольной лиге Украины за «Ниву» выступал с 2001 года по 2003 год. Летом 2003 года перешёл в школу киевского «Динамо», где одним из его тренеров был Олег Хвоя. В ДЮФЛ за «Динамо» выступал до 2006 года.

### «Динамо» (Киев), «Динамо-2» и «Динамо-3»
В мае 2006 года впервые попал в заявку на матчи «Динамо-3», которое выступало во Второй лиге Украины, а в июне в заявку «Динамо-2», играющего в Первой лиге. 7 августа 2006 года дебютировал в составе «Динамо-3» в домашнем матче против броварского «Нафкома» (1:2), Кичак вышел на 78 минуте вместо Романа Загладько. 16 октября 2006 года впервые отыграл все 90 минут в выездном матче иванофранковского «Факела» (1:0), на 37 минуте пропустил единственный гол в игре с пенальти от Тараса Ковальчука. Всего в сезоне 2006/07 за «Динамо-3» он провёл 7 матчей в которых пропустил 7 мячей.
16 сентября 2007 года дебютировал в составе «Динамо-2» в Первой лиге в выездной игре против калининского «Феникс-Ильичёвца» (0:0). 21 сентября дебютировал в молодёжном первенстве Украины в матче против симферопольской «Таврии» (1:4), единственный гол он пропустил на 17 минуте от Евгения Линева. В январе 2008 года вместе с дублем «Динамо» поехал на Кубок Содружества, который проходил в Санкт-Петербурге. «Динамо» тогда заняло 3 место в своей группе, уступив БАТЭ и «Пахтакор» и обогнав «Бананц». Позже вместе с «Динамо-2» побывал на сборах на Кипре. В сезоне 2007/08 за «Динамо-3» сыграл 17 матчей, в которых пропустил 23 гола, за «Динамо-2» провёл 5 игр и пропустил 5 мячей, в молодёжном первенстве сыграл 4 матча и пропустил 4 мяча.
Кичак попал в заявку на Лигу чемпионов 2008/09 в списке «В». В январе 2009 года участвовал в Мемориале Макарова, в котором «Динамо» стало победителем. В феврале 2009 года вместе с «Динамо-2» побывал на сборах на Кипре. В сезоне 2008/09 Кичак играл за «Динамо-2», в котором главным его конкурентом был Денис Бойко, Артём провёл 15 игр в которых пропустил 20 мячей, в молодёжном первенстве провёл всего 2 матча.
В сезоне 2009/10 Артём был вновь заявлен в еврокубки. В январе 2010 года вместе с командой во второй раз отправился на Кубок Содружества, который уже проходил в Москве. На турнире он сыграл всего в 1 матче, против туркменского МТТУ (2:4) из-за простуды. В своей группе «Динамо» заняло 1 место, обогнав сборную клубов России, МТТУ и эстонскую «Левадию». В 1/4 «Динамо» уступило литовскому «Экранасу» (0:1). В феврале 2010 года вместе с «Динамо-2» по традиции участвовал в сборах на Кипре. В этом сезоне Кичак впервые попал в заявку «Динамо» на чемпионат Украины. В «Динамо-2» провёл 10 матчей в которых пропустил 12 мячей, его конкурентами были Артур Рудько и Роман Загладько. В молодёжном чемпионате играл во второй половине сезона и сыграл в 8 играх и пропустил 9 голов, а «Динамо» стало бронзовым призёром первенства.
Летом 2010 года должен был поехать на сборы вместе с основной командой «Динамо», но из-за микротравмы он выбыл на две недели и вызвали Артура Рудько. В июле 2010 года отправился в Москву для участия в Кубке Льва Яшина. Летом 2010 года «Динамо» приобрело Максима Коваля и Кичак отправился на просмотр в запорожский «Металлург». В «Металлурге» он прошёл медосмотр и несколько дней тренировался вместе с командой, однако тренерский штаб в итоге решил отказаться от услуг Кичака и он вернулся в «Динамо». В начале сентября 2010 года был заявлен за «Динамо» для участие в Лиге Европы. 27 октября 2010 года дебютировал в основной команде «Динамо» в матче 1/8 финала Кубка Украины против «Севастополя» (1:2), Кичак вышел в стартовом составе, а на 37 минуте пропустил первый гол в игре от Юрия Плешакова. По итогам турнира стал серебряным призёром.

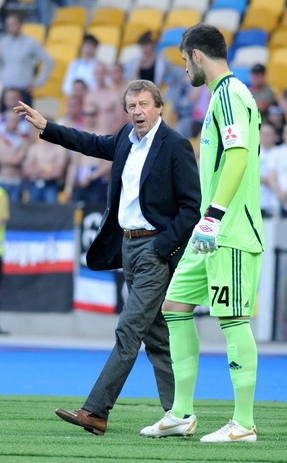
Выходит на замену в дебютном матче в чемпионате Украины против «Таврии»

В январе 2011 года впервые отправился вместе с «Динамо» на сборы в Израиль, а позже в Испанию. В феврале 2011 года также побывал на краткосрочных сборах в Турции, где он провёл 1 тайм в игре против московского «Торпедо» (2:0). В начале марта 2011 года был переведён в «Динамо-2», для получения игровой практики в Первой лиге. 19 апреля 2011 года в выездном матче против «Крымтеплицы» (2:1), Кичак выступал в свитере «Крымтеплицы» с 1 номером на спине, так как форма всей команды «Динамо-2» потерялась. Артём тем самым нарушил один из пунктов регламента Профессиональной футбольной лиги Украины. В сезоне 2010/11 провёл в Первой лиге провёл 8 матчей, в которых пропустил 9 мячей. В молодёжном чемпионате провёл 9 игр и пропустил 13 мячей. Кичак в этом сезоне начал часто попадать в заявку на матчи в чемпионате Украины, однако не смог составить конкуренцию Александру Шовковскому, Станиславу Богушу, Максиму Ковалю и Денису Бойко.
В сезоне 2011/12 Кичак был заявлен за «Динамо» в еврокубках в списке «А». После домашнего матча Первой лиги 11 сентября 2011 года против запорожского «Металлурга» (1:0), Кичак попал в символическую сборную тура по версии Football.ua. В январе 2012 года побывал на просмотре в «Александрии», в стан которой мог перейти на правах аренды. В составе команды побывал на сборах в Турции, но в итоге вернулся в «Динамо». Зимой 2012 года вместе с «Динамо» побывал на сборах в Испании и Израиле.
Первую половину сезона 2011/12 провёл в составе «Динамо-2» и сыграл в 17 матчах, в которых пропустил 24 мяча. Во второй половине сезона был заявлен за первую команду, что давало возможность играть в Премьер-лиге и молодёжном чемпионате. В молодёжном первенстве он провёл 6 игр в которых пропустил 6 голов. 10 мая 2012 года дебютировал в чемпионате Украины в домашнем матче против симферопольской «Таврии» (1:1), Кичак вышел на поле вместо Брауна Идейе из-за удаление Максима Коваля на 39 минуте, на 87 минуте Артём пропустил гол от Марина Любичича. По итогам чемпионата Украины сезона 2011/12 «Динамо» стало серебряным призёром турнира, уступив донецкому «Шахтёра».
В мае 2012 года появилась информация о том, что Кичак может уйти в аренду в другой клуб. Это связано с тем, что в «Динамо» у него практически нет шансов заиграть из-за присутствия других вратарей Александра Шовковского, Максима Коваля и Станислава Богуша, которые к тому же имеют опыт игр за национальную сборную Украины. В июне 2012 года вместе с основой «Динамо» отправился на тренировочный сбор в Австрию.

### «Волынь»
В июле 2013 года перешёл в луцкую «Волынь». В команде был основным вратарём. Летом 2017 покинул клуб.

### «Олимпик» (Донецк)
21 июля 2017 подписал контракт с донецким «Олимпиком».

### Карьера в сборной

#### До 17 лет
В мае 2004 года был вызван в сборную Украины до 17 лет на Кубок президента Федерации футбола Молдовы. 14 мая 2004 года дебютировал в составе сборной в матче против Молдовы (1:2). В августе 2004 года участвовал в Кубке Федерации футболу Литвы. 17 ноября 2004 года сыграл в товарищеском матче против Беларуси (3:0), в котором пропустил 3 мяча. В феврале 2005 года сыграл в товарищеском матче против Турции (1:0), а в апреле против Нидерландов (0:1).
В мае 2005 года принял участие в Мемориале Банникова. Украина в своей группе заняла 1 место, обогнав Словакию, Бельгию и Литву. В финале сборная Украины обыграла Турцию (1:0) и выиграла турнир. Кичак был признан лучшим вратарём турнира. В сентябре 2005 года участвовал на турнире Кубок Сиренки, Украина дошла до финала где уступила Словакии (3:3 основное время и 4:3 по пенальти). Также в сентябре 2005 года сыграл в двух товарищеских играх против Бельгии.
В сентябре 2005 года Кичак был вызван на квалификационный раунд юношеский чемпионат Европы 2006 для игроков не старше 17 лет. Артём сыграл во всех трёх играх в своей группе. Украина заняла 3 место, уступив Ирландии и Италии и обогнав Латвию. Так как у жёлто-синих были лучшие показатели среди всех команд которые в группе заняли 3 место Украина попала в элит-раунд. 20 февраля 2006 года сыграл в товарищеской игре против Румынии (1:1), а 6 марта против Болгарии (0:0). В элит-раунде Артём сыграл всего в одной игре против Португалии (2:2). Украина заняла 3 место в группе и покинула турнир, она уступила Венгрии и Португалии и обогнала лишь Швецию.
Всего за сборную до 17 лет провёл 22 матча и пропустил 13 голов в течение двух лет. Основным конкурентом в сборной до 17 лет на вратарской позиции у Кичака был Константин Махновский, который также играл в системе киевского «Динамо».

#### До 19 лет
31 октября 2006 года дебютировал в сборной Украины до 19 лет в товарищеском матче против Италии (0:0). 28 ноября 2006 года сыграл в товарищеской игре против Португалии (0:2). В январе 2007 года главный тренер сборной (до 19 лет)Анатолий Бузник вызвал Артёма на Мемориал Гранаткина, который проходил в Санкт-Петербурге. На турнире он сыграл в 4 матчах. В сентябре 2007 года сыграл в товарищеском матче против Бельгии (1:1), а в октябре против Беларуси (4:1).
В квалификации на юношеский чемпионат Европы 2008 для игроков не старше 19 лет Украина заняла 1 место, одержав три победы в трёх играх, команда обогнала Молдову, Азербайджан и Шотландию. Кичак сыграл в двух играх. В феврале 2008 года участвовал в товарищеском турнире Кубок Атлантики, где провёл 2 игры против Испании и Франции. В марте играл на турнире в Португалии, где сыграл в трёх играх. В апреле и мае 2008 года сыграл по тайму в товарищеских играх против Италии (1:0) и Польши (3:0).
В элит-раунде за право участия на юношеский чемпионат Европы 2008 Кичак сыграл в двух играх против Испании (3:1) и Турции (0:3). В группе Украина заняла 2 место и покинула турнир, она уступила Испании и обогнала Турцию и Армению.

#### До 21 года
В ноябре 2008 года главный тренер молодёжной сборной до 21 года Павел Яковенко впервые вызвал Кичака в стан команды на товарищескую игру против Польши. В матче он участия не принял. 11 февраля 2009 года Кичак оказался на скамейке запасных в игре национальной сборной Украины в товарищеском матче против Сербии (1:0) в рамках международного турнира на призы Федерации футбола Кипра. Главный тренер сборной Алексей Михайличенко вызвал Артёма в качестве резервного вратаря на подмену Рустаму Худжамову, так как «Динамо-2» проходило сборы на Кипре. Его появление на поле планировалось лишь в случае крайней необходимости. В марте 2009 года был вызван на товарищеский матч молодёжной сборной против Северной Ирландии (1:1), в этой игре Кичак остался на скамейке запасных. В августе того же года был заявлен на Турнир памяти Валерия Лобановского, в котором он также не сыграл.
Кичак вызвался на отборочные игры на молодёжный чемпионат Европы 2011 против Бельгии, Словении, Мальты и Франции. Также вызывался на стыковые матчи против Нидерландов. Кичак был одним из тех кто претендовал на попадание в заявку Украины на молодёжный чемпионат Европы 2011 в Дании, однако в итоговый список футболистов он не попал.

## Достижения
- Серебряный призёр чемпионата Украины: 2011/12
- Серебряный призёр Кубка Украины: 2010/11
- Бронзовый призёр молодёжного чемпионата Украины: 2009/10

## Личная жизнь
Женат.